# ایتاکونیک اسید
اسید ایتاکونیک (به انگلیسی: Itaconic acid) یک ترکیب شیمیایی با شناسه پاب‌کم ۸۱۱ است. شکل ظاهری این ترکیب، بلورهای سفید است.